# Xã West Bridges, Quận Ozark, Missouri
Xã West Bridges (tiếng Anh: West Bridges Township) là một xã thuộc quận Ozark, tiểu bang Missouri, Hoa Kỳ. Năm 2010, dân số của xã này là 1.242 người.